# Ореховка (Молдова)
Ореховка (рум. Orehovca) — село в Тараклийском районе Молдавии. Наряду с селом Салчия входит в состав коммуны Салчия.

## История
Село образовано 23 января 1965 года в результате слияния сёл Верхняя и Нижняя Бисерикуца.

## География
Село расположено на высоте 91 метров над уровнем моря.

## Население
По данным переписи населения 2004 года, в селе Ореховка проживает 59 человек (23 мужчины, 36 женщин).
Этнический состав села:
| Национальность | Число жителей | Процентный состав |
| -------------- | ------------- | ----------------- |
| молдаване      | 20            | 33,9              |
| болгары        | 19            | 32,2              |
| гагаузы        | 18            | 30,51             |
| украинцы       | 1             | 1,69              |
| русские        | 1             | 1,69              |
| Всего          | 59            | 100%              |